# Stade Dominique-Duvauchelle
Pour les articles homonymes, voir Duvauchelle.
Le stade Dominique-Duvauchelle est le stade principal de la ville de Créteil. Il est le terrain d'honneur du parc municipal des sports.

## Historique

### Construction
Le stade a été construit entre 1970 et 1977.

### Inauguration
Inauguré le 24 septembre 1983, il porte le nom du Cristolien Dominique Duvauchelle, né le 22 décembre 1952 à Champigny-sur-Marne et mort le 15 mars 1982 à Créteil, journaliste sportif qui a travaillé pour Antenne 2. En 1972, il démarche le journal Le Courrier du Val de Marne qui l'embauche. Il y reste quelques années prenant une place de plus en plus importante dans les pages sports dirigées par Pierre Fulla. En 1975, en regardant la nouvelle émission Un sur cinq de Patrice Laffont, il y déplore le manque de sujets sportifs. Patrick Montel relate dans son ouvrage Concentré d'émotions que Dominique Duvauchelle ose alors téléphoner directement à A2 et discute avec Patrice Laffont qui lui propose de créer une rubrique sportive.
Il se fait très vite remarquer par Robert Chapatte, directeur des sports d'A2 à l'époque. En 1978, il intègre l'équipe de l'émission Stade 2 aux côtés de Roger Couderc, Thierry Roland, etc.
En 1981, le maire de Créteil propose à Dominique Duvauchelle de diriger le projet d'une radio libre qui va être mise en place. Il s'entoure alors notamment de Patrick Montel et Brigitte Simonetta (animatrice à Europe 1 et A2).
Il meurt à 29 ans dans un accident de voiture, en percutant une voiture à l'arrêt. Il était marié et père de famille.

### Rénovations successives
Longtemps doté d'environ 6 000 places, le stade est rénové en 1999 où il est doté de tribunes métalliques pour répondre au cahier des charges de la ligue nationale de football, il compte alors 10 073 places. De nouveau travaux ont lieu en 2004 pour agrandir la tribune sud et porter la capacité de celle-ci à 2 050 places. Le stade peut alors accueillir 12 050 spectateurs.

## Football
Le stade a pour résident l'équipe professionnelle de l'US Créteil. Avant 1983, les Béliers évoluent au stade Desmont, au nord de la ville.
Le Red Star Football Club aurait annoncé jouer à Créteil lors de la saison 2015-2016 pour répondre aux normes de la Ligue 2.
En championnat de France de football, le record d'affluence est de 6 325 spectateurs le dimanche 5 août 2001 lors du match opposant l'US Créteil à l'AS Saint-Étienne.
En Coupe de France, le record d'affluence est de 10 488 spectateurs pour le match de 1/32 de finale Union sportive Créteil-Lusitanos – Olympique lyonnais le 6 janvier 2008.
Le record d'affluence du stade concerne un match amical international entre le Cameroun et le Sénégal disputé le 9 février 2005 devant environ 12 000 spectateurs.

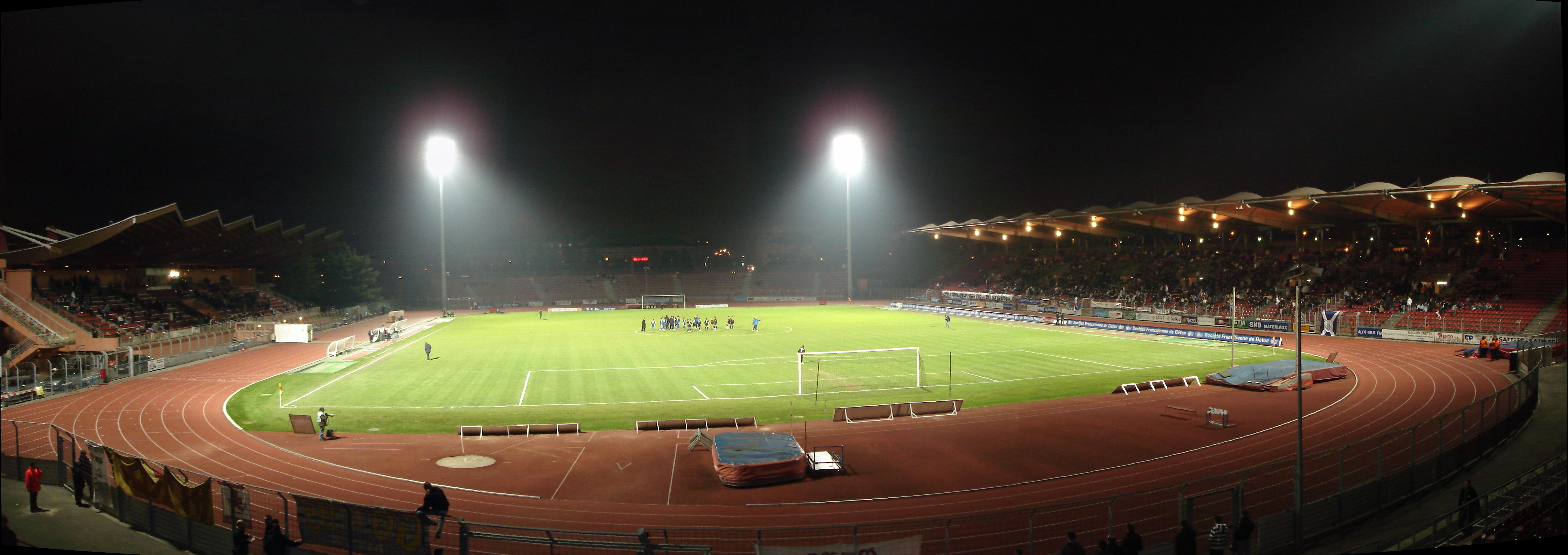
Panorama du stade lors de Créteil - FC Metz en 2007.

Le 4 octobre 2008, le stade accueille la première finale de la nouvelle Coupe de l'Outre-Mer de football, remportée par La Réunion.
Le 23 janvier 2013, le CS Meaux Academy a accueilli en 1/16e de finale de Coupe de France l'AS Saint-Étienne devant 10 000 spectateurs.
Le 31 mai 2019, l'équipe de France féminine accueille dans l'enceinte la délégation féminine chinoise lors d'un match amical comptant pour la préparation à la Coupe du monde féminine de la FIFA 2019 se déroulant en France.

## Athlétisme
Cette enceinte est également utilisée par la section athlétisme de l'US Créteil. Elle a accueilli les championnats de France d'athlétisme en 1989.

## Rugby à XV
En 2024, le Racing 92 joue ses trois premiers matchs de Top 14 au Stade Dominique-Duvauchelle. Son enceinte habituelle, la Paris La Défense Arena, doit être réaménagée après avoir accueilli la piscine pour les Jeux olympiques et paralympiques de Paris 2024. Le Racing affronte l'ASM Clermont Auvergne le 14 septembre, le Stade rochelais le 28 septembre et le RC Toulon le 12 octobre.
Le club francilien y dispute ensuite deux autres rencontres, face au Stade toulousain en Top 14 le 30 novembre et contre l'équipe anglaise des Harlequins en Coupe des champions le 7 décembre. L'enceinte habituelle du Racing, à Nanterre, est indisponible pour ces deux dates en raison des concerts de Tayc et du DTR Fight, un gala de boxe organisé par l'influenceur et streamer Billy.

## Accès
Le site est desservi par la station Pointe du Lac sur la ligne 8 du métro parisien et par la ligne de bus RATP 393.
À terme, le Câble 1, projet de transport urbain par câble actuellement à l'étude, pourrait desservir le stade.

## Galerie photo

Tribune est.
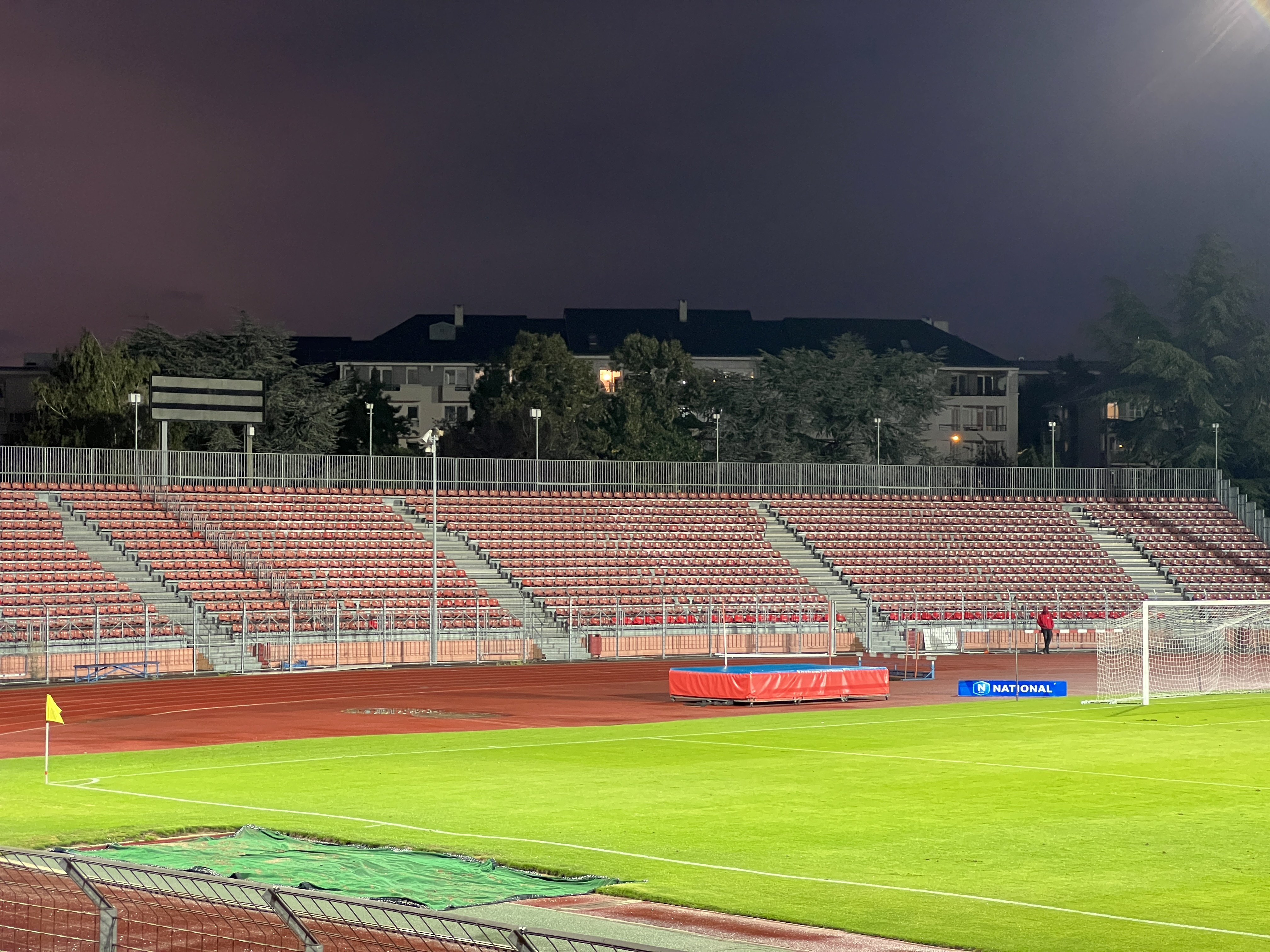
Tribune nord.
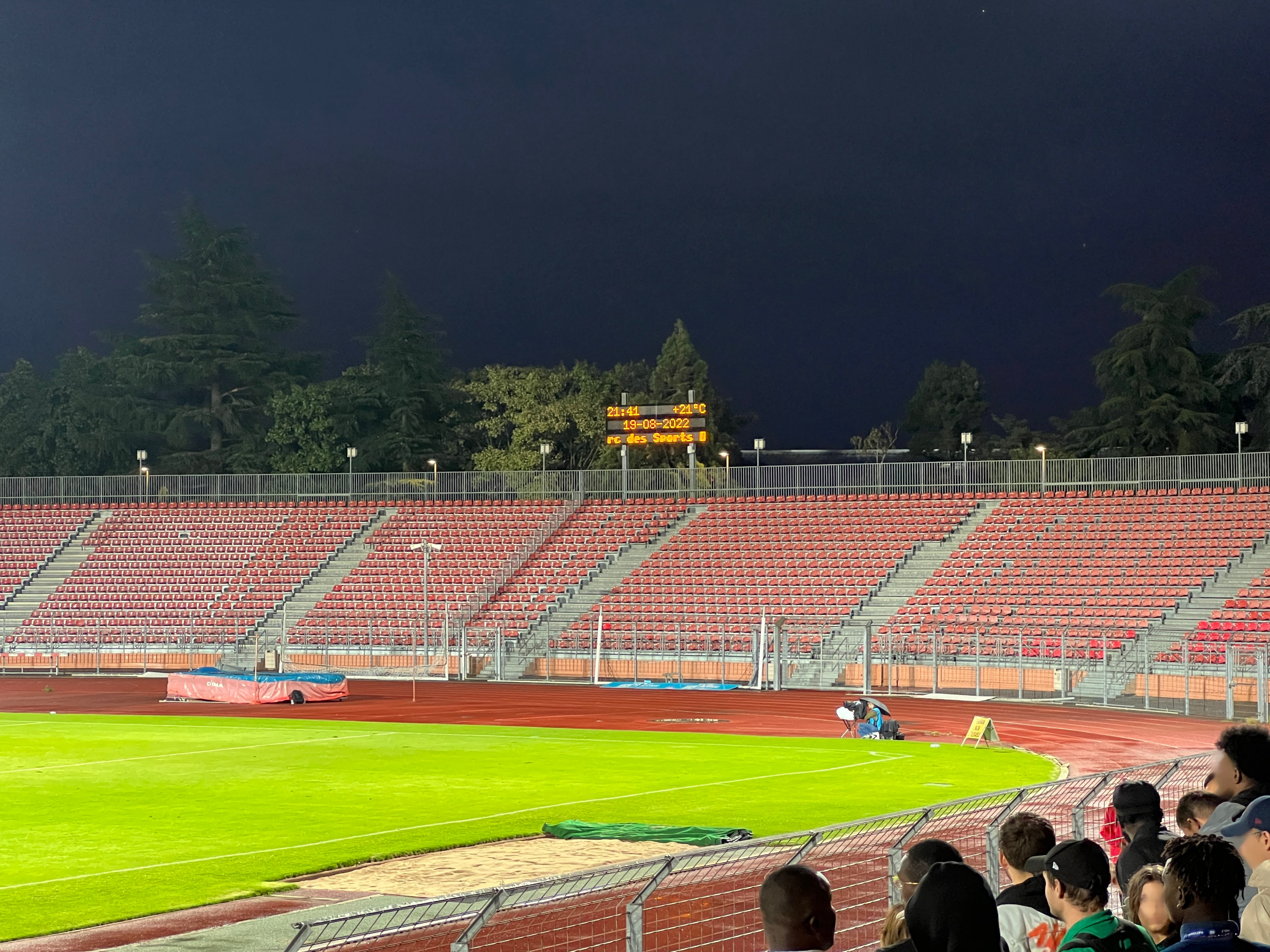
Tribune sud.
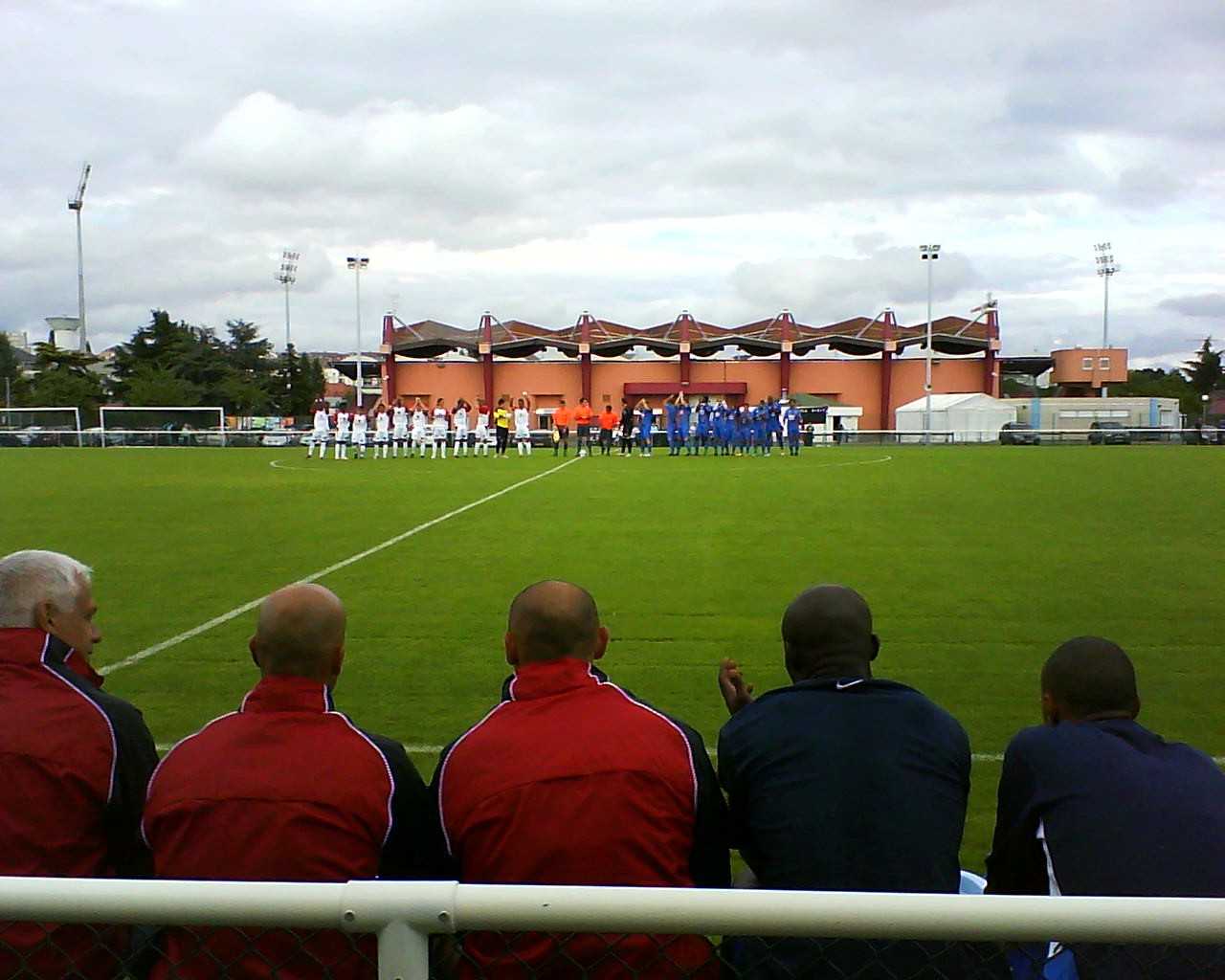
Terrain annexe accueillant les entraînements de l'US Créteil ainsi que quelques matches amicaux d'avant-saison (ici lors du match Créteil-UNFP du 14 juillet 2010).
Schéma de la disposition des différentes tribunes du stade
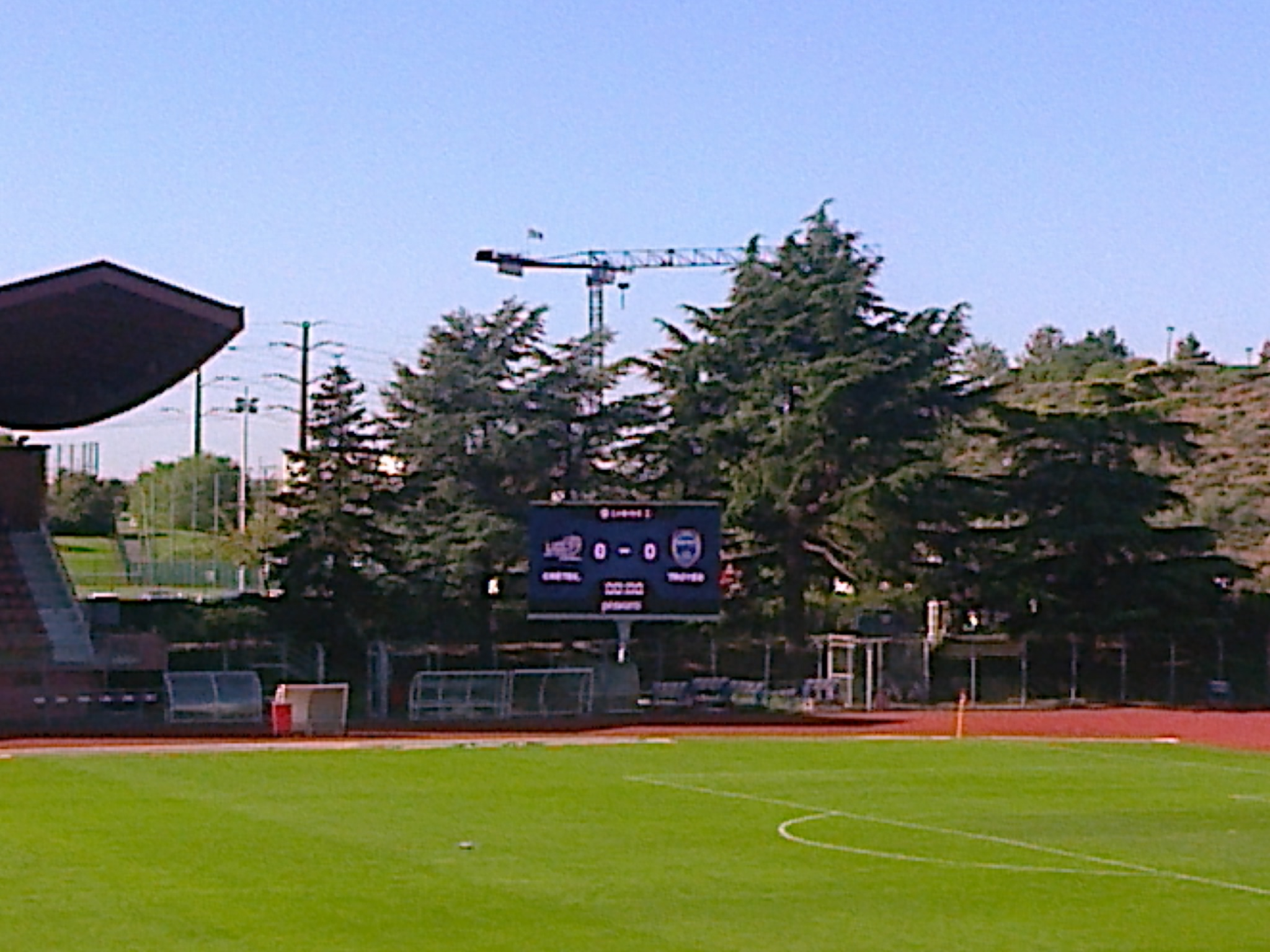
Deux écrans géants sont installés en 2014.